# Sèvres
Sèvres és un municipi francès, situat al departament dels Alts del Sena i a la regió de l'Illa de França. L'any 1999 tenia 22.700 habitants.
Forma part del cantó de Boulogne-Billancourt-2 i del districte de Boulogne-Billancourt. I des del 2016, de la divisió Grand Paris Seine Ouest de la Metròpolis del Gran París.
Hi ha la Manufacture nationale de Sèvres (originalment reial i no nacional), que és una fàbrica d'objectes de porcellana pertanyent a l'estat i fundada a mitjan segle xviii.